# 跨度
跨度（Span）也稱為跨距，是結構構件（例如樑或是橋樑）中兩個相鄰支撐點（例如橋墩）之間的距離。
跨過跨度的結構可以是實心的梁或是繩索。第一項會用在橋樑中，第二項是用在輸電系統、高架的電話線、某些天线或是空中纜車。
跨度的量測可以用二個支撐面之間的距離為準（clear span），也可以用二個支撐面中心之間的距離為準（effective span）：

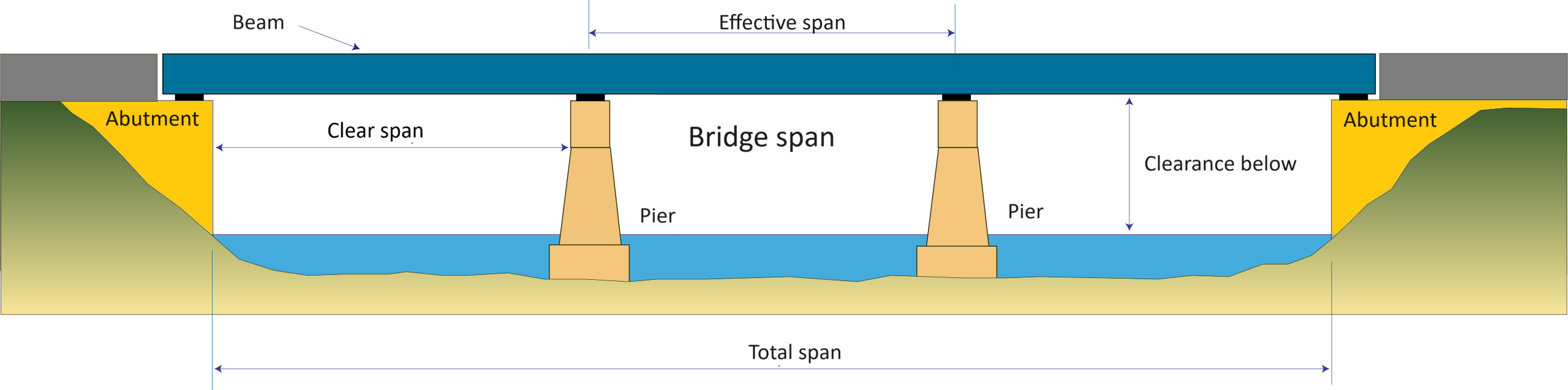

簡支樑（上方）受到均勻分佈負載而彎曲（下方）的側面圖

在確認梁的強度及尺寸時，梁的跨度是很重要的因素，跨度決定了最大彎矩及撓度。圖中的梁的最大彎矩{\displaystyle M_{max}}及形變量{\displaystyle \delta _{max}}可以用以下方式求得：
{\displaystyle M_{max}={\frac {qL^{2}}{8}}}
{\displaystyle \delta _{max}={\frac {5M_{max}L^{2}}{48EI}}={\frac {5qL^{4}}{384EI}}}
其中
{\displaystyle q} 為單位長度的負載
{\displaystyle L} 為二支撐點之間的長度（跨度）
{\displaystyle E} 為弹性模量
{\displaystyle I} 為截面二次轴矩
最大彎矩及最大撓度都出現在和二支撐點等距離的中點。若單位長度的負載不變，跨度加倍，最大彎矩（及拉伸應力）會是原來的四倍，撓度會是原來的16倍。
針對長距的繩索跨度（例如天線、電線及空中纜車），請參考跨度列表。